# 驴
驴是常见的马科马属家畜，是非洲野驴被人类驯化所形成的亚种，和马体形相似，但耳朵长，尾巴有尾柄，类似牛尾巴。

## 特征
驢是奇蹄目的成員。其他成員包括斑馬和馬，它們都有相同形態的腳蹄。叫聲響亮且高尖刺耳。体色一般为灰色，也有白色和黑色品种，但都有一个白色眼圈。由于不同品种，体形大小相当不同，小的类似大狗，大的和马一样高。

## 历史

### 形象
驴在人类历史记载和神话中经常出现。与骑马常用来描写军旅风貌不同，骑驴的描写常出现在唐宋隐居文人的诗词之中，故骑驴给人落魄、清贫的印象，人们也将此看作一种清雅、高洁、脱俗的象征。

### 文獻、典籍資料中提及的驢子

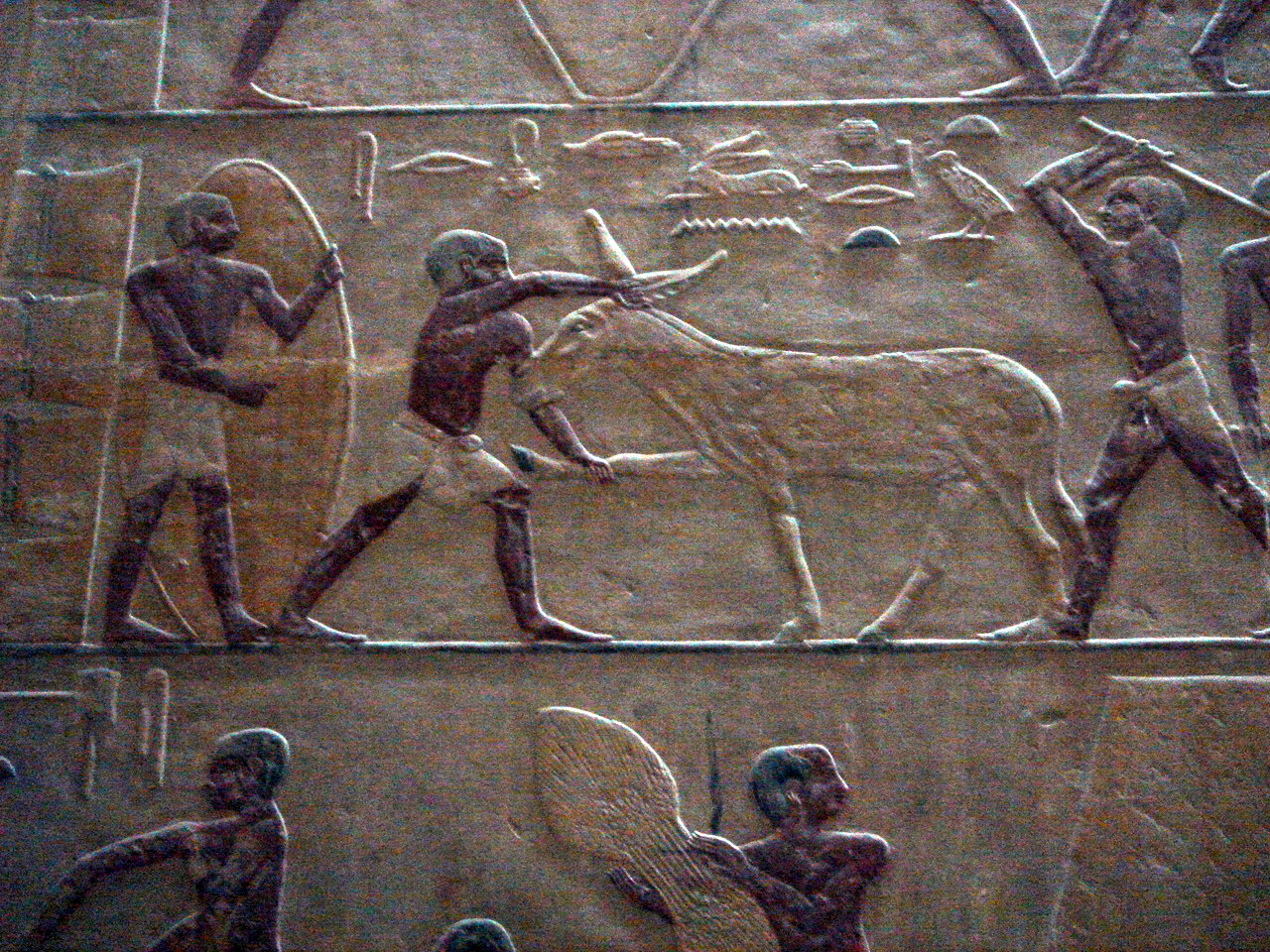
古埃及人與驢子

- 據《馬太福音》第21章第1-11節記載，耶稣曾騎驢進入耶路撒冷，受到民眾手持棕櫚樹枝、歡呼和散那，如迎君王般的禮遇[2]。
- 中東和埃及人較早跟驢子結緣。5000多年前，馴化的驢子被美索不達米亞、敘利亞以及埃及人當成馱獸；4500年至4700年前，則被訓練拖拉戰車，用於軍事用途[3]。
- 八仙中的張果老的坐騎即是一頭白驴，能日行數萬里，休息時則將白驢摺疊，厚度猶如一張白紙，並將其藏於巾箱中；乘坐時則將水含在口中朝白紙噴去，白紙就能恢復成原先的白驢[4]。
- 唐朝柳宗元的寓言故事《三戒》中，有一篇描述黔州當地一隻從沒有見過關中驢的老虎，從原先的恐懼、試探，到後來的習以為常，了解驢子再無其他技能後，立刻撲上去吃了牠。並認為如果驢子不顯露牠拙劣的技能，老虎縱使再凶猛也會因為心存懷疑和畏懼，不敢對牠怎樣，而招致大禍臨頭[5]。後用來比喻人拙劣的技能已經用完，再也無計可施[6]。
- 正史中的騎木驢是一種釘住犯人手腳的刑車，建炎元年（1127年）六月，趙野任密州知州。同年十一月，因京東東路（今山東）境內盜賊縱橫，遂攜輜重、家屬棄城而走，後遭守衛軍校杜彥遣人抓回，並命身旁之人對趙野施以騎木驢之刑[7]。
- 納斯雷丁為土耳其民間家喻戶曉的幽默大師，某天以客人的身份到某處參加主麻日，眾人對於能聽到大師的開導與啟示感到十分開心。聚禮結束後，納斯雷丁便倒騎驢子向眾人道別離開，眾人不解的問納斯雷丁為何要倒騎驢子時，納斯雷丁回道：“因為我不想背對著你們說再見啊！”[8]
- 三国演义中劉備第二次拜訪諸葛亮未果，正當要回去時，碰見諸葛亮的岳父黃承彥身騎一頭驢，手拿一壺酒，踏雪過橋而來，並賦詩一首，詩曰：“一夜北風寒，萬里彤雲厚。長空雪亂飄，改盡江山舊。仰面觀太虛，疑是玉龍鬥。紛紛鱗甲飛，頃刻遍宇宙。騎驢過小橋，獨嘆梅花瘦。”曾一度讓劉備以為是諸葛亮本人[9]。
- 西班牙作家塞万提斯的反騎士小說《唐吉诃德》中，主人翁阿隆索·吉哈諾骑著一匹瘦马，其侍从桑丘·潘薩則骑著一頭灰驴跟隨其後[10]。
- 美國首任總統喬治·華盛頓私底下也是位不折不扣的頭號驢迷。在卸任總統後，西班牙國王卡洛斯三世曾送了兩頭驢子給華盛頓，華盛頓非常喜愛牠們，並把牠們培育成美國唯一的種畜群[11]。

## 繁殖
公驴可以和母马交配，生下的叫马骡，馬骡个大，具有驴的负重能力和抵抗能力，有马的灵活性和奔跑能力，是非常好的役畜，但基本不能生育，极少数可以生育。如果是公马和母驴交配，生下的叫驴骡，又叫“駃騠”，驴骡个小，一般不如马骡好，但有时能生育。

## 用途

### 畜力
驴比马的适应性强，可以忍受粗食、重负，比马的价格低，因此一直是人类的重要役使动物。有的小驴可以驮负相当高大的人。 一般驢的負重可以達到一百公斤，連續走動五至六小時的山路沒有問題。驴对危险相当警觉，因此在某些对自己有危险的情况下不听人的驱使，显得相当执拗，所谓“驴脾气”。但一般情况下脾气温顺，可以服从孩子的调遣，因此现在不再使用役用动物的发达国家，有许多人把小型驴作为宠物，可以供孩子骑乘。

### 食用
驢肉可以食用，中国古人曾用“天上龙肉，地下驴肉”形容驴肉的味道。中國河北保定有著名小吃“驢肉火燒”，是在烙熟的麵餅中加入熟驢肉而成。驢腸也是一道名菜，北宋韓縝愛吃驢腸，每次宴客必用驢腸做菜，而且要現殺現煮，有客人起身如廁，路過廚房，現場看見活驢被剖肚抽腸的慘狀，心有不忍，終生不再吃驢肉。明穆宗朱載坖為裕王時，好食驢腸，即位後，頗思節儉，聽說光禄寺每天要殺一只驢，就不再吃了。清朝有“澆驢肉”的吃法，乃是以开水浇驴身，再刮光驴毛，活切驴肉；这种吃法因过于残忍而逐渐被淘汰。中药亦有以煉驴皮做為藥材的東阿阿膠，中國每年因阿膠這味藥材而殺害約四百萬隻驢，導致中國國內驢隻數量銳減，甚至把腦筋動到遠在非洲的毛驢身上，迫使部分非洲國家下令禁止出毛驢到中國。

## 延伸阅读
[在维基数据编辑]